# Lawrencega tripilosa
Lawrencega tripilosa är en spindeldjursart som beskrevs av Roewer 1933. Lawrencega tripilosa ingår i släktet Lawrencega och familjen Melanoblossiidae. Inga underarter finns listade i Catalogue of Life.